# Yellow Dog
Yellow Dog är en variant av Linux som utvecklas av det amerikanska företaget Terra Soft. Yellow Dog Linux bygger på en variant av Linux kallad Fedora och finns bland annat till Macintosh-datorer och till spelkonsolen Playstation 3 från Sony.